# Ben Oda
Ben Oda, né le 21 décembre 1913 à Florin en Californie et mort le 28 novembre 1984 à Englewood dans le New Jersey, est un lettreur de bande dessinée actif des années 1940 à sa mort.
Collaborateur de Jack Kirby et de Harvey Kurtzman, il a travaillé aussi bien pour l'industrie du comic book (DC Comics, EC Comics) que pour celle du comic strip (Chicago Tribune, King Features Syndicate).

## Prix
- 2019 : inscrit à titre posthume au temple de la renommée Harvey[3]